# Jeannie Longo
Jeannie Longo-Ciprelli (nascida em 31 de outubro de 1958) é uma ex-ciclista francesa, cinquenta e nove vezes campeã francesa e treze vezes campeã mundial. Longo é ainda ativa no ciclismo desde 2011 e é amplamente considerada uma das maiores ciclistas femininas de todos os tempos. Ela é famosa por sua natureza competitiva e sua longevidade num esporte onde alguns dos seus concorrentes ainda não tinham nascidos durante sua primeira competição olímpica em 1984. Longo foi selecionada para representar França nos Jogos Olímpicos de Verão de 2008, sendo sua sétima aparição olímpica. Ela afirmou que esta seria sua última participação nos Jogos Olímpicos. Na prova de estrada individual feminina, ela terminou na vigésima quarta posição, 33 segundos atrás da vencedora galesa Nicole Cooke. Na mesma olimpíada, Longo terminou em quarto lugar na prova de estrada contrarrelógio, faltando apenas dois segundos para conquistar a medalha de bronze. Ela é, atualmente, a número 2 na lista de todos os tempos das ganhadoras de medalha olímpica (Verão ou Inverno), com um total de quatro medalhas, um a menos que o número total conquistada pela esgrimista Laura Flessel-Colovic.

## Biografia
Longo nasceu em Annecy, na França, no dia 31 de outubro de 1958. Lá, ela começou sua carreira de atleta como esquiadora. Depois de vencer o campeonato de esqui das escolas francesas e três campeonatos de esqui da universidade, mudou-se para o ciclismo com insistência de seu treinador (e mais tarde marido) Patrice Ciprelli. Poucos meses depois, aos 21 anos de idade, Longo venceu o Campeonato Francês de Estrada. Ela competiu tanto em provas de pista, quanto de estrada, e é treze vezes campeã mundial, além de medalhista de ouro olímpica em 1996.
Além de suas conquistas esportivas, Longo também foi notável no campo acadêmico, licenciatura em matemática e gestão econômica, e possui também um doutorado em esporte.

## Mundial de Mountain Bike e La Grande Boucle
Em 1993, Longo conquistou a medalha de prata no Campeonato Mundial de Mountain Bike. Tem sido três vezes campeã da competição La Grande Boucle, um campeonato por equipes de ciclismo feminino mais importante do mundo, nos anos de 1987, 1988 e 1989.

## Dopagem

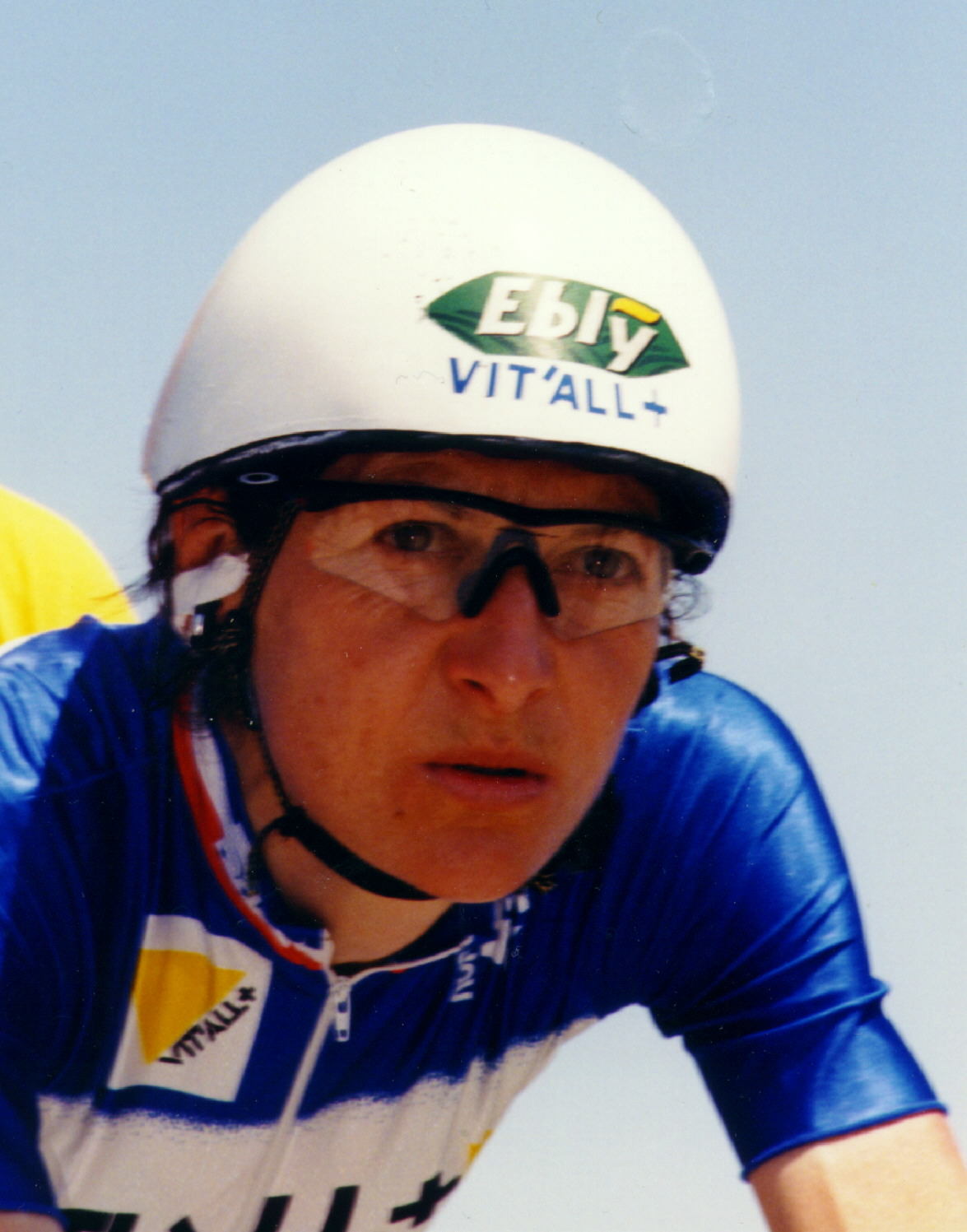
Longo se preparando para começar a corrida de contrarrelógio na Women's Challenge 2011.

Em 1987, Longo testou positivo para efedrina em Colorado Springs, poucos dias depois de estabelecer o recorde de 3 km, e dez dias antes do recorde da hora. Foi suspensa por um mês.